# 大阪府道201号甘南備川向線
大阪府道201号甘南備川向線（おおさかふどう201ごう かんなびかわむかいせん）は、大阪府富田林市を通る一般府道である。

## 概要
富田林市大字甘南備から富田林市川向町に至る。

### 路線データ
- 起点：大阪府富田林市大字甘南備（大阪府道209号東阪三日市線交点）
- 終点：大阪府富田林市川向町（川向交差点、大阪府道・奈良県道705号富田林五條線交点）

## 路線状況

### 道路施設

#### 橋梁
- 古川橋（佐備川、富田林市）
- 甘城橋（佐備川、富田林市）

## 地理

### 通過する自治体
- 大阪府
  - 富田林市

### 交差する道路
| 交差する道路                        | 交差する場所  | 交差する場所      |
| ----------------------------------- | ------------- | ----------------- |
| 大阪府道209号東阪三日市線           | 大字甘南備    | 起点              |
| 大阪府道202号森屋狭山線             | 大字佐備      | 中佐備交差点      |
| 国道309号                           | 西板持町5丁目 | 板持南交差点      |
| 大阪府道・奈良県道705号富田林五條線 | 川向町        | 川向交差点 / 終点 |

### 沿線
- 富田林市農業公園（サバーファーム） - 2024年4月より休園中
- 府立こんごう福祉センター
- 大阪府立富田林支援学校
- 龍泉寺 (富田林市)
- 富田林市立東条小学校
- 瀧谷不動明王寺
- 富田林市立第三中学校
- 板持郵便局